# Blang (Tanah Luas)
Blang is een bestuurslaag in het regentschap Aceh Utara van de provincie Atjeh, Indonesië. Blang telt 352 inwoners (volkstelling 2010).